# 紹爾河 (法國)
48°54′55″N 8°9′25″E / 48.91528°N 8.15694°E
紹爾河是西歐的河流，屬於萊茵河的左支流，流經法國和德國，河口處在曼科桑，河道全長70公里，集水區面積806平方公里，平均流量每秒6.07立方米。

## 外部連結
- http://www.geoportail.fr （页面存档备份，存于）
- The Sauer at the Sandre database